# Nigdy!
Nigdy! – pierwszy album zespołu Moskwa początkowo rozprowadzany przez muzyków zespołu na taśmach magnetofonowych. Nagrania zostały zrealizowane w studiu Pawła Hausa w Łodzi w dniu 29.03.1986. Reedycja nagrań pojawiła się w 2003 roku w barwach firmy Zima.

## Lista utworów
1. Nigdy!
2. Za kratami
3. Tylko patrzymy
4. Czarna data
5. Powietrza
6. Wasze ja
7. Światło
8. Propaganda
9. Fita Fita
10. Dzień ocalenia
11. Wstawaj i walcz
12. Pokolenie małp
13. Slogan
14. Sam dalej
15. Vistula
16. Problem
17. Samobójstwa
18. Masturbacja
19. Krzyk
20. Koniec

## Skład
- Paweł "Guma" Gumola – wokal, gitara
- Dariusz "Balon" Adryańczyk – gitara basowa
- Jarek "Wózek"  Adler Woźniak  - perkusja.